# سحابی پلیکان
سحابی پلیکان (انگلیسی: Pelican Nebula) یا سحابی مرغ سقا سحابی پخشیده‌ای در صورت فلکی ماکیان است که به خاطر شباهت آن به پلیکان، در گفتار عامیانه با این نام شناخته می‌شود.
این سحابی در فاصله ۲۰۰۰ سال نوری از زمین قرار دارد، برای یافتن این جرم آسمانی در صورت فلکی ماکیان، کافیست به سمت شمال شرق ستاره ردف مراجعه کنید. این سحابی در کنار سحابی آمریکای شمالی است که در کنار ستاره آلفای دجاجه، دنب، قرار دارد.